# Altertheim
Altertheim (mundartlich Alderde) ist eine Gemeinde im unterfränkischen Landkreis Würzburg und Mitglied der Verwaltungsgemeinschaft Kist.

## Geographie

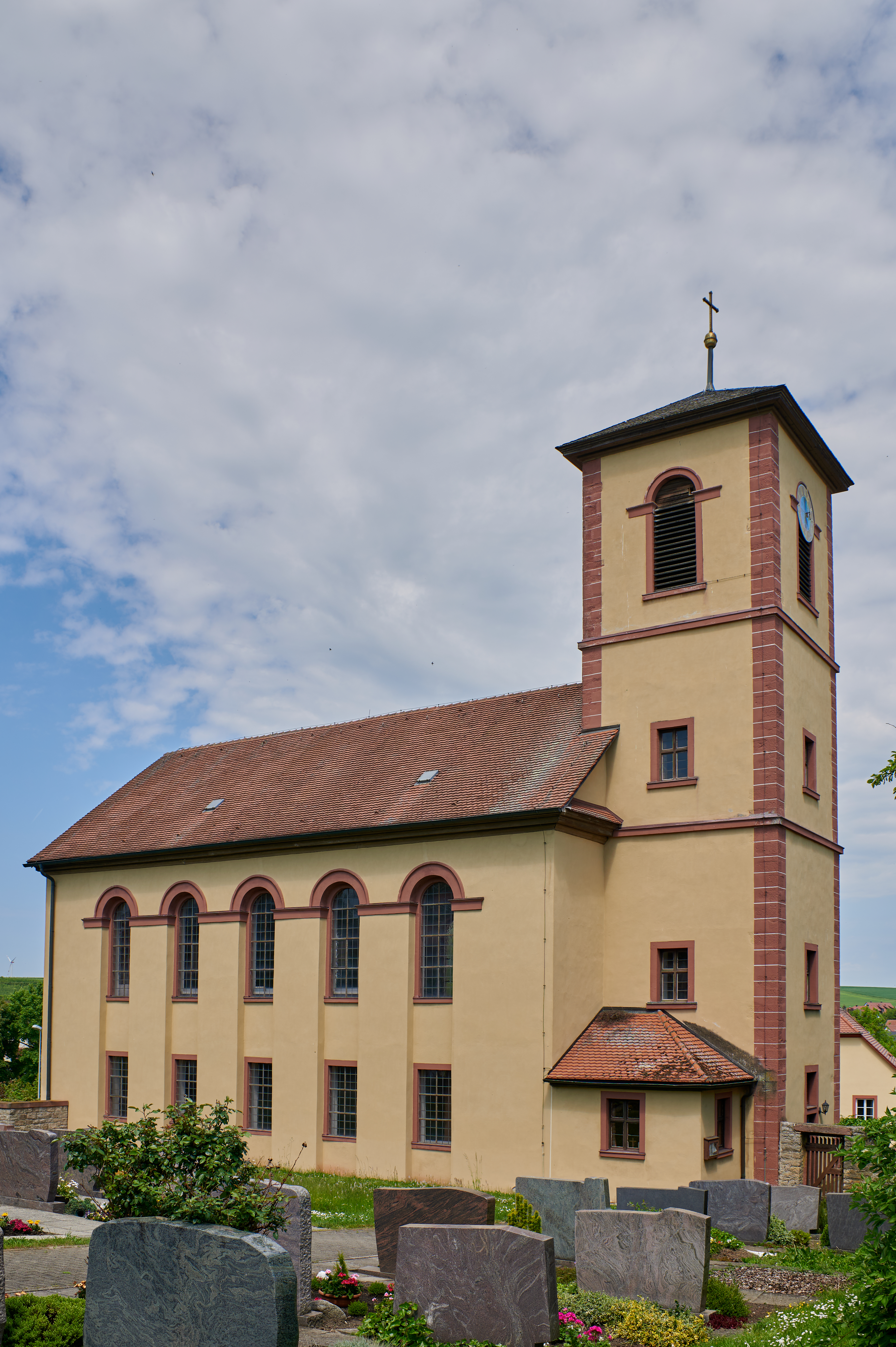
Evangelische Kirche Oberaltertheim

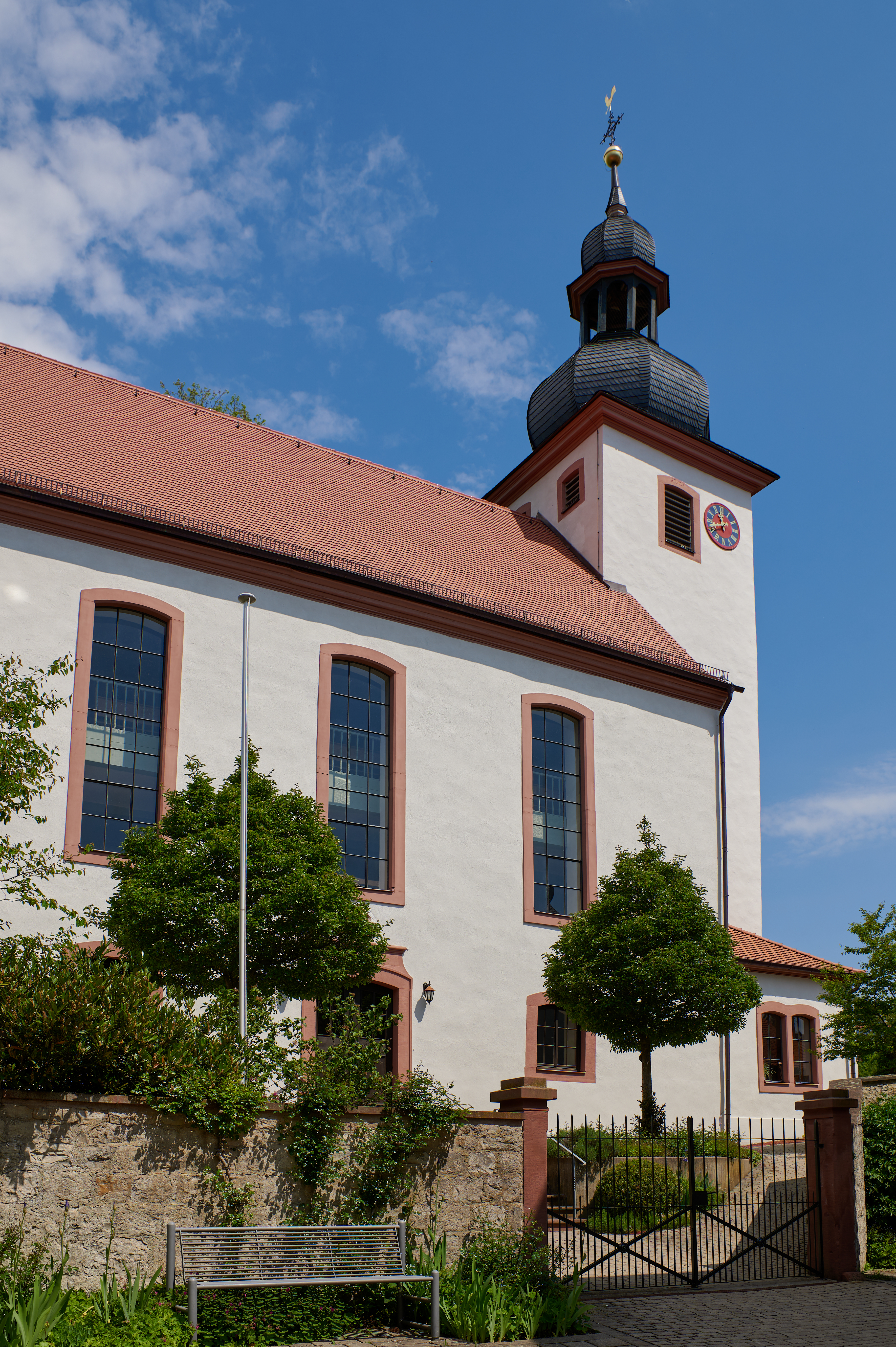
Martinskirche Unteraltertheim

### Geographische Lage
Der Ort liegt rund 16 Kilometer südwestlich von Würzburg und grenzt an den baden-württembergischen Main-Tauber-Kreis. Über die den Ort durchquerende Staatsstraße 2297 besteht in etwa fünf Kilometern Entfernung eine Anbindung an die Autobahnen 3 und 81.
Das Gebiet gehört zur naturräumlichen Einheit Marktheidenfelder Platte als Teil der Mainfränkischen Platte. Die Orte liegen im Altbachtal. Dort hat auch der Altbach seine Quelle.

### Gemeindegliederung
Es gibt drei Gemeindeteile (in Klammern ist der Siedlungstyp angegeben):
- Oberaltertheim (Pfarrdorf)
- Steinbach (Dorf)
- Unteraltertheim (Pfarrdorf)

Daneben gibt es nach folgende Orte mit nichtamtlichem Namen: Karlebach, Siedlung am Niederhofen, Quelläcker, Wiesenmühle, und Ziegelhütte.
Es gibt die Gemarkungen Oberaltertheim, Steinbach und Unteraltertheim.

## Name

### Etymologie
Der Name Altertheim besteht aus dem weiblichen Personennamen Albtrud und dem althochdeutschen Wort heim.

### Frühere Schreibweisen
Frühere Schreibweisen des Ortes aus historischen Karten und Urkunden mit Angabe der Jahreszahl:
| - Malbthrudeheim (775) - Albthrudeheim (816) - Alteretheim (900) - Alderheim (1137) | - Altertheim (1234) - Altertheym (1349) - Altertheim (seit 1419) |

## Geschichte

### Bis zur Gründung der Vorläufergemeinden
In der Gründungsurkunde des Klosters Holzkirchen, wird Altertheim nicht erwähnt. Hier wird als weiterer Ort nur Remlingen genannt.
In einem Vertrag zwischen Bischof Wolfger von Würzburg und Abt Ratgar von Fulda, vom 27. März 815, werden die fünf Dörfer genannt, die zum Kloster Holzkirchen gehören. Darunter „Mabeltrieheim“, Ober- und Unteraltertheim. (In älteren Drucken des Dokuments wird immer „Malbthrudeheim“ angegeben, was wohl verschrieben ist.)
```
Das heutige Gemeindegebiet war ehemals ein Teil der Grafschaft Castell, das ab 1500 im 
Fränkischen Reichskreis
 lag. 1806 wurden Unter- und Oberaltertheim zugunsten Bayerns mediatisiert. Die Orte wurden 1810 dem Großherzogtum Würzburg des Erzherzogs Ferdinand von Toskana überlassen, mit dem sie 1814 endgültig an 
Bayern
 fielen. Im Zuge der Verwaltungsreformen in Bayern entstanden mit dem 
Gemeindeedikt von 1818
 die Gemeinden.
```

### 19. und 20. Jahrhundert
Am 28. Juni 1825 brach ein Feuer aus, bei dem ein Großteil von Oberaltertheim zerstört wurde.
Am 1. Mai 1978 wurden die Gemeinden Oberaltertheim, Unteraltertheim und Steinbach im Zuge der Gemeindegebietsreform zur neuen Gemeinde Altertheim zusammengeschlossen. Im Jahr 1997 kam es zu kleineren Grenzänderungen gegenüber der baden-württembergischen Gemeinde Werbach.
Am 27. Juni 1978 stürzte ein Hubschrauber der US-Streitkräfte in Unteraltertheim ab. Alle neun Insassen starben.

### Religionen
Die Gemeinde ist überwiegend evangelisch-lutherisch geprägt. Mitglieder der römisch-katholischen Kirche gehören zur Pfarrei Helmstadt.

### Bevölkerungsentwicklung seit 1840
- 1840: 1371 Einwohner
- 1871: 1546 Einwohner
- 1900: 1589 Einwohner
- 1925: 1499 Einwohner
- 1939: 1559 Einwohner
- 1950: 1909 Einwohner
- 1961: 1602 Einwohner
- 1970: 1695 Einwohner
- 1987: 1775 Einwohner
- 2011: 2017 Einwohner
- 2020: 1983 Einwohner[13]

## Politik
- UBV: 9
- SPD: 3

### Gemeinderat
Bei der Kommunalwahl vom 15. März 2020 haben von den 1.646 stimmberechtigten Einwohnern, 1.189 von ihrem Wahlrecht Gebrauch gemacht, womit die Wahlbeteiligung bei 72,24 Prozent lag.

### Bürgermeister
- 1978–1984: Andreas Götzelmann jun. (SPD)
- 1984–2008: Alfred Hemrich (Unabhängige Bürgervereinigung)
- 2008–2020: Adolf Hemrich (Zukunft Altertheim)
- 2020–0000: Bernd Korbmann (SPD)

Bei der Kommunalwahl vom 15. März 2020 wurde Bernd Korbmann mit 53,21 Prozent der Stimmen zum Ersten Bürgermeister  gewählt.

### Steuereinnahmen
Die Gemeindesteuereinnahmen betrugen im Jahr 2014 etwa 986.000 Euro (netto), wovon 95.000 Euro Gewerbesteuereinnahmen waren. Der Schuldenstand je Einwohner belief sich auf 765 Euro und damit 236 Euro höher als im Jahr 2006.

### Wappen
| Wappen von Altertheim | Blasonierung: „Geviert von Rot und Silber; in 1 und 4 eine silberne heraldische Rose mit goldenen Butzen.“ |
| Wappen von Altertheim | Wappenbegründung: Die in der neuen Gemeinde Altertheim zusammengeschlossenen Gemeinden Oberaltertheim, Unteraltertheim und Steinbach gehörten einst zum Herrschaftsbereich der Grafen von Wertheim. Nach deren Aussterben 1556 ging dieses Gebiet an das gräfliche Haus Castell über. Das Castellsche Wappen zeigt die sogenannte Vierung von Rot und Silber. Als Abzeichen der Grafen von Wertheim gilt die silberne heraldische Rose. In der vorliegenden Form diente die Vereinigung dieser beiden Sinnbilder bereits seit 1967 als Wappen der Gemeinde Oberaltertheim. Die neugebildete Gemeinde Altertheim hat dieses Wappen in unveränderter Form übernommen. |

### Allianz Waldsassengau
Seit dem 20. November 2014 ist Altertheim mit zwölf weiteren Gemeinden in der Allianz Waldsassengau organisiert. Der Verein dient der interkommunalen Zusammenarbeit.

## Kultur und Sehenswürdigkeiten

### Synagoge
Im Ortsteil Oberaltertheim bestand bis in die Zeit der NS-Diktatur eine Synagoge, deren Einrichtung beim Novemberpogrom 1938 demoliert wurde. Die kleine Jüdische Gemeinde existierte bis 1942, als die noch verbliebenen jüdischen Familien zur Vernichtung in der Shoa deportiert wurden. Am Feuerwehrhaus in Oberaltertheim erinnert eine Gedenktafel an das Gotteshaus und seine ausgelöschte Gemeinde.
Im Gemeindeteil Unteraltertheim existiert noch eine Synagoge in der Brunnenstraße. Diese wird allerdings als Lagerhaus einer örtlichen Maler- und Verputzerfirma genutzt.

## Wirtschaft und Infrastruktur

### Wirtschaft
Im Bereich der Land- und Forstwirtschaft gab es 2014 keine, im produzierenden Gewerbe 31 und im Bereich Handel und Verkehr ebenso keine sozialversicherungspflichtigen Arbeitnehmer am Arbeitsort Altertheim. In sonstigen Wirtschaftsbereichen lag dieser Wert bei 28 Personen. Am Wohnort Altertheim lebten 869 sozialversicherungspflichtige Arbeitnehmer.
Im verarbeitenden Gewerbe (wie Bergbau und Gewinnung von Steinen und Erden) und im Bauhauptgewerbe gab es keine Betriebe. In der Landwirtschaft ging die Zahl der Betriebe, der allgemeinen Entwicklung folgend, deutlich zurück. Im Jahr 2010 gab es 36 landwirtschaftliche Betriebe (1999: 68) mit einer landwirtschaftlich genutzten Fläche von insgesamt 1465 Hektar. Davon waren 1351 Hektar Ackerfläche und 85 Hektar Dauergrünfläche.

### Rad- und Wanderwege
Der Welzbachtalradweg verbindet Oberaltertheim nach etwa zwölf Kilometern in südwestlicher Richtung mit dem Taubertalradweg bei Werbach. In nordöstlicher Richtung führen Radwege über Waldbrunn, Eisingen und Höchberg bis zum Main-Radweg bei Würzburg.
2022 wurden neue Wanderwege markiert, die bereits bestehende Wander- und Nordic-Walking-Strecken der Nachbargemeinden Neubrunn und Helmstadt sowie der anderen Mitgliedsgemeinden der Allianz Waldsassengau erweitern. Es gibt in Altertheim nun 5 Touren mit einer Gesamtlänge von 35 Kilometern: Panoramaweg Steinbach, Karlebachtal, Silberberg, Panoramaweg Altertheim und Ruheberg.

### Bildung
In Oberaltertheim gibt es einen evangelischen Kindergarten mit Kinderkrippe und in Unteraltertheim einen gemeindlichen Kindergarten. Die Kinder werden in einer Gruppe mit bis zu 28 Kindern betreut. Die Grundschule der Gemeinde Altertheim ist im größten der drei Ortsteile, in Oberaltertheim, angesiedelt. Das Schulhaus wurde 1913/14 erbaut und befindet sich in der Kirchgasse 4. Daneben gibt es eine Gemeindebücherei, die allen Bürgerinnen und Bürgern kostenlos zur Verfügung steht. Das Angebot der Bücherei beinhaltet über 450 Bücher für Erwachsene und 1300 Bücher für Kinder und Jugendliche sowie CDs und DVDs. Das Antolin-Projekt der Bücherei im Jahr 2010 diente besonders der Lese- und Sprachförderung für Kinder und Jugendliche. Außerdem gibt es Führungen für Schulklassen und Kindergartengruppen, um die Kinder „bib-fit“ zu machen.

## Persönlichkeiten
- Gertrud Rückert (* 1917 in Oberaltertheim; † 2011 in München), Gründerin bzw. Erfinderin des Philadelphischen Jahres (heute Freiwilliges Soziales Jahr)
- Moritz Müller (* 1985), Schlagzeuger